# John A. Keel
John A. Keel (Geburtsname Alva John Kiehle; * 25. März 1930 in Hornell, New York; † 3. Juli 2009 in New York City) war ein US-amerikanischer Autor und Journalist, der sich vor allem mit paranormalen Phänomenen beschäftigte.

## Leben
Keel veröffentlichte 1957 sein erstes Buch Jadoo, welches auf einer Indienreise basiert und sich mit den Geheimnissen der dortigen Fakire beschäftigte. Seit Mitte der 1960er Jahre beschäftigte er sich mit UFOs und veröffentlichte 1970 UFOs: Operation Trojan Horse. Er berief sich bei seinen UFO-Untersuchungen auf Charles Fort.
1975 erschien The Mothman Prophecies, welches 2002 unter dem Titel Die Mothman Prophezeiungen verfilmt wurde. In ihm schildert Keel die Ereignisse, die ihm zustießen, als er sich mit dem sogenannten Mothman beschäftigte, einem sagenhaften geflügelten Wesen, welches in den USA in verschiedenen Bundesstaaten vor allem in den Jahren 1966 und 1967 gesichtet worden sein soll.
Keel erlag 2009 in einem New Yorker Krankenhaus den Folgen einer Herzinsuffizienz.

## Veröffentlichungen
- Jadoo. Julian Messner, 1957
- The Fickle Finger of Fate. Fawcett, 1966 (Roman)
- Strange Creatures From Time and Space. Fawcett, 1970
- UFOs: Operation Trojan Horse. Putnam’s, 1970
- Our Haunted Planet. Fawcett, 1971
- The Flying Saucer Subculture. In: Journal of Popular Culture. Vol. 8, No. 4, Frühjahr 1975
- The Mothman Prophecies. Saturday Review Press, 1975
  - The mothman prophecies. Tödliche Visionen. Das Buch zum Film. Heyne, München 2002, ISBN 3-453-21511-7
- The Eighth Tower. Saturday Review Press, 1975
- The Maury Island Caper. In: Hilary Evans & John Spencer (Hrsg.): UFOs 1947-1987: The 40-Year Search for an Explanation. Fortean Tomes, London 1987
- The People Problem. In: Hilary Evans & John Spencer (Hrsg.): Phenomenon: From Flying Saucers to UFOs. Forty years of Facts and Research. Futura, London 1988
- Disneyland of the Gods. Amok Press, 1988
- The Best of John Keel. Volume 1. Herausgegeben von Andrew Honigman. Galde Press, 2006